# Blind Willie McTell (chanson)
Pour les articles homonymes, voir Blind Willie McTell.
Pistes de The Bootleg Series Volumes 1-3 (Rare and Unreleased) 1961-1991
Foot of Pride When the Night Comes Falling from the Sky
Blind Willie McTell est une chanson composée et interprétée par Bob Dylan, inspirée du chanteur de blues Blind Willie McTell. Elle fut enregistrée en 1983 mais ne fut pas intégrée à l'album Infidels que Dylan réalisait à l'époque. En conséquence, elle ne parut officiellement qu'en 1991 sur l'album The Bootleg Series Volumes 1-3 (Rare and Unreleased) 1961-1991 regroupant de nombreux morceaux inédits de l'artiste. Le thème musical du titre s'inspire librement du titre de blues St. James Infirmary Blues. Dylan a composé cette chanson au piano, accompagné à la guitare à douze cordes par Mark Knopfler. On l'y entend chanter une longue série de vers sombres et plaintifs, évoquant en allégories des scènes tirées de l'histoire de l'Amérique et de l'esclavage. Chaque couplet se termine sur le même refrain : Nobody can sing the blues like Blind Willie McTell (« Personne ne peut chanter le blues comme Blind Willie McTell »).

## Genèse
Après avoir réalisé trois albums au fort accent chrétien (Dylan s'est converti au christianisme en 1979 et se mit à écrire sur sa relation avec Dieu), Infidels apparaît comme un retour aux sources pour la plupart des critiques rock de l'époque. En effet, pendant 3 ans, l'œuvre de Dylan affichait de nombreuses références à sa récente conversion et à Dieu et ce nouvel album, avec un retour à des thèmes plus séculiers, marque le retour de l'artiste dans sa sphère musicale habituelle. Cependant, rien ne peut expliquer l'exclusion du titre Blind Willie McTell de l'album. D'autant plus que de l'avis de plusieurs critiques, le titre, de par sa composition et son style, approcherait de la qualité d'autres grands classiques tels que Tangled Up in Blue, Like a Rolling Stone et All Along the Watchtower.
Dylan déclara par la suite que la chanson n'avait jamais été terminée. Un article paru dans Rolling Stone semble accréditer cette idée : 
« Dylan can't possibly be sorry that the world has had the benefit of hearing, for instance, "Blind Willie McTell", - an outtake from 1983's Infidels that has subsequently risen as high in most people's Dylan pantheon as a song can rise, and that he himself has played live since. Can he? 
Bob Dylan - "I started playing it live because I heard the Band doing it. Most likely it was a demo, probably showing the musicians how it should go. It was never developed fully, I never got around to completing it. There wouldn't have been any other reason for leaving it off the record. It's like taking a painting by Monet or Picasso - goin' to his house and lookin' at a half-finished painting and grabbing it and selling it to people who are 'Picasso fans. »

« Vous ne pouvez pas vous en vouloir d'avoir laissé paraître Blind Willie McTell, - une prise ratée de 1983 - qui est par la suite devenue un des titres à placer au panthéon de vos grandes chansons, et que vous avez même interprété à maintes reprises en concert, n'est-ce pas ? 
Bob Dylan : "J'ai commencé à la jouer en live parce que j'avais déjà entendu The Band la jouer. Au départ, c'était plus une démo, je voulais montrer aux musiciens comment il fallait la jouer. Mais elle ne fut jamais complètement terminée, je n'ai jamais réussi à y mettre un point final. Il n'y aurait aucune raison sinon de ne pas la mettre sur l'album. C'est comme prendre une peinture de Monet ou de Picasso, aller chez l'un d'entre eux et regarder leurs croquis ou leurs toiles à moitié finies, en prendre une et la vendre aux admirateurs de Picasso. »

## Reprises
Cette chanson fut reprise par de nombreux artistes, parmi lesquels :
- The Band
- Scott Holt
- Mick Taylor
- Tom Russell
- Southside Johnny & Little Steven
- Tex, Don and Charlie
- Dream Syndicate
- Elliott Murphy & Iain Matthews
- Peter Mulvey & Jeffrey Foucault
- Charlie Parr
- The Allman Brothers Band
- Dutch band De Dijk
- Stephen Stills
- Tom Morello, The Nightwatchman
- Francis Cabrel (album Vise le ciel, 2012)